# Liste der Bestatteten in der Wettiner-Gruft der Katholischen Hofkirche

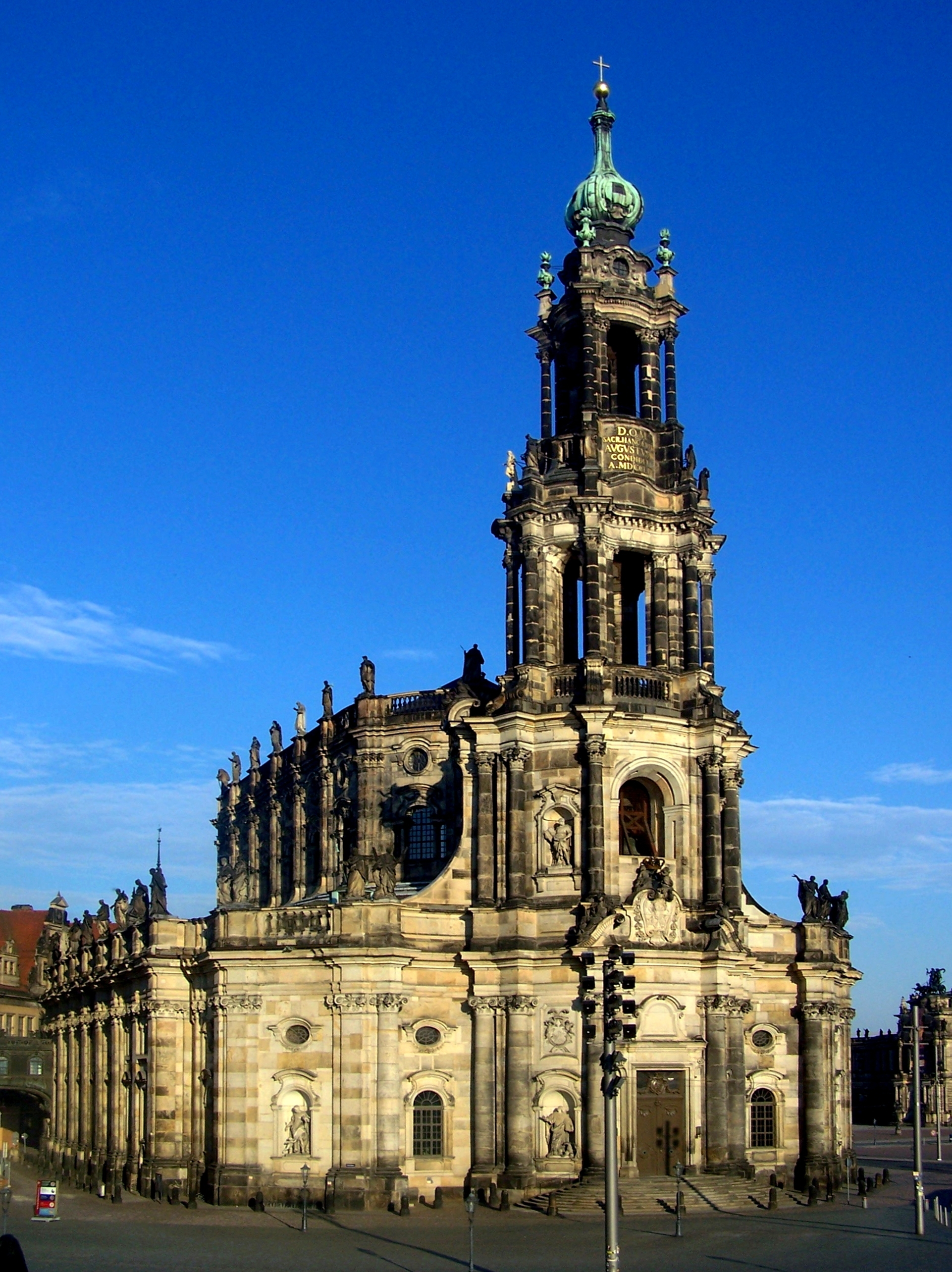
Die Katholische Hofkirche, seit 1980 Kathedrale Ss. Trinitatis

Die Liste der Bestatteten in der Wettiner-Gruft der Katholischen Hofkirche gibt einen Überblick über sämtliche Mitglieder der Albertinischen Linie des Hauses Wettin und ihrer durch Heirat verbundenen Angehörigen europäischer Herrscherhäuser, die ihre letzte Ruhe in der Gruft der Katholischen Hofkirche in Dresden fanden.

## Geschichte
Seit der Reformation war Sachsen evangelisch. Die herrschenden Kurfürsten der Albertinischen Linie des Hauses Wettin seit Herzog Heinrich fanden ihre letzte Ruhestätte im Freiberger Dom St. Marien. Erst der Übertritt Friedrich Augusts I. zum Katholizismus im Jahr 1697 beendete diese Tradition. In Dresden entstand eine erste katholische Hofkirche im leerstehenden Klengelschen Opernhaus am Schloss, in dem auch eine Familiengruft angelegt wurde. Der erste Sohn von Friedrich August II. und Maria Josepha fand hier 1721 seine letzte Ruhe.

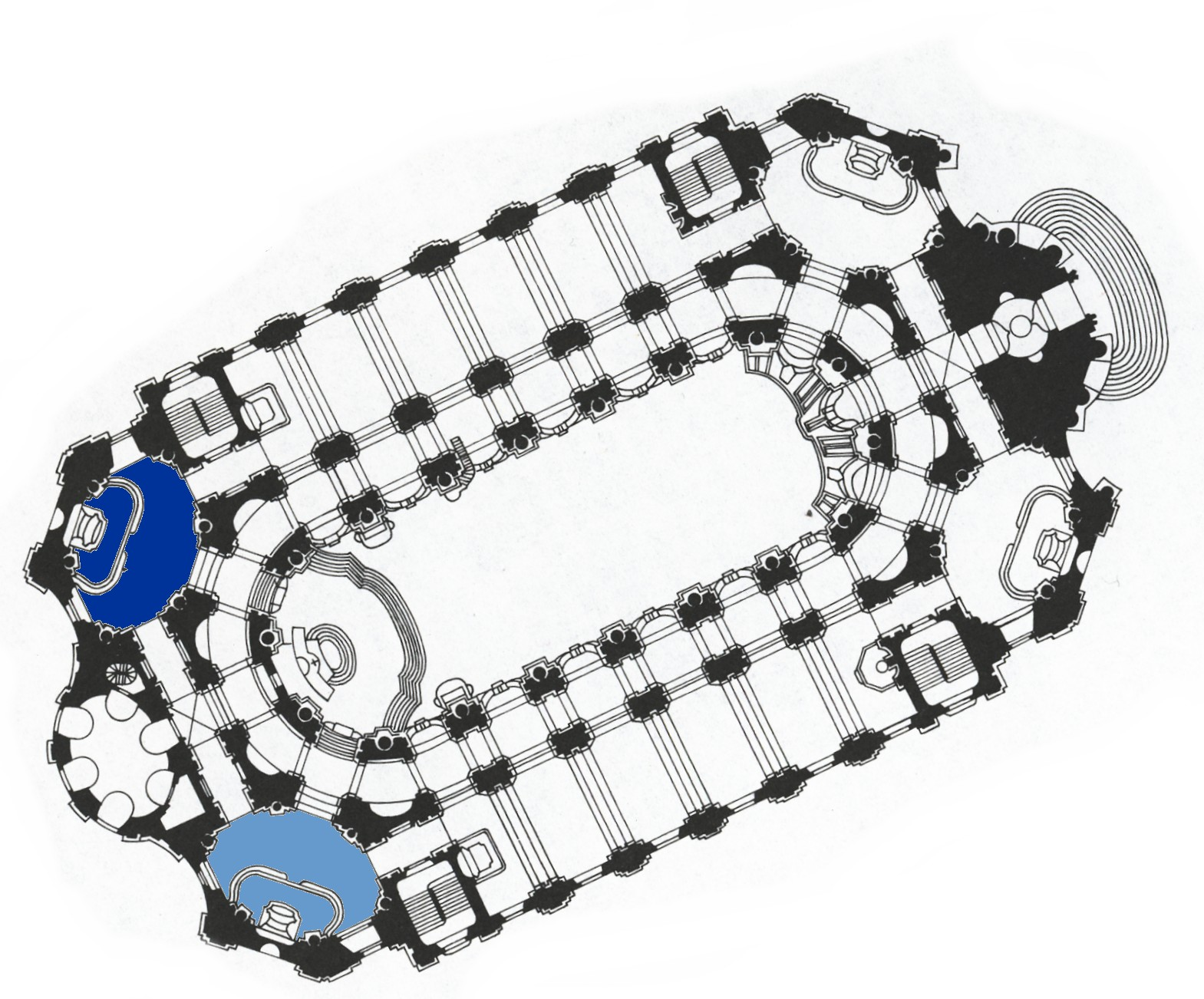
Genordeter Grundriss der Katholischen Hofkirche; hellblau die Sakramentskapelle, dunkelblau die Kreuzkapelle

Von 1739 bis 1751 wurde die Katholische Hofkirche mit Grabgewölben erbaut und unter der Sakramentskapelle die Stiftergruft angelegt. Bereits vier Tage später wurden die Särge der drei verstorbenen Kinder des Kurfürstenpaars in die Gruft der Katholischen Hofkirche überführt. In der Großen Gruft unter dem nordwestlichen Seitenschiff fanden ab 1763 Bestattungen statt. Im Jahr 1823 erweiterte der Oberlandbaumeister Christian Friedrich Schuricht die Gruft der Kirche, sodass insgesamt drei Grufträume entstanden. Unter dem südöstlichen Seitenschiff wurde schließlich um 1900 die vierte, Neue Gruft angelegt. Insgesamt fanden 49 Mitglieder der Albertinischen Linie des Hauses Wettin sowie deren Ehepartner und Kinder in der Wettiner-Gruft der Hofkirche ihre letzte Ruhe. Die vier Grufträume sind untereinander mit Gängen verbunden.
Von der Neuen Gruft ist die bisher jüngste Gruft zugänglich, die nicht zu den Wettiner-Grüften zählt: Da die Katholische Hofkirche 1980 zur Kathedrale erhoben wurde, dient sie seitdem auch als Grablege für die Bischöfe des Bistums Dresden-Meißen. Im Jahr 1988 wurde daher die Bischofsgruft angelegt, in der 1996 Gerhard Schaffran in einem Wandgrab seine letzte Ruhestätte fand. Die Bischofsgruft hat einen kleinen Altar.
Während des Elbhochwassers im August 2002 standen auch die Grufträume der Katholischen Hofkirche unter Wasser. Das Wasser spülte die Holzsärge aus den Sarkophagen; lediglich die Herzkapsel des Kurfürsten Friedrich August I. blieb unbeschädigt. Die Grufträume und Sarkophage wurden ab September 2003 für rund 480.000 Euro saniert und im März 2004 wieder ihrer Bestimmung übergeben. Die Wettiner-Gruft kann nur im Rahmen von Führungen besichtigt werden.

## Die Grufträume
Stiftergruft bzw. Alte Gruft

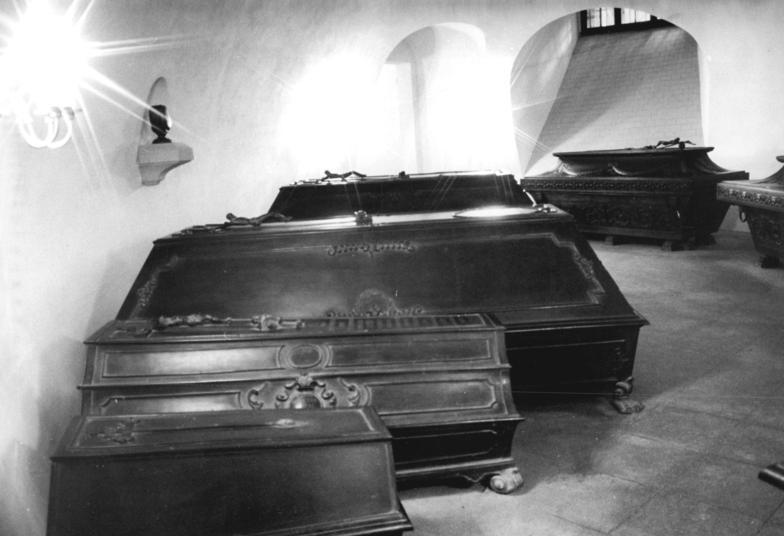
Die Stiftergruft

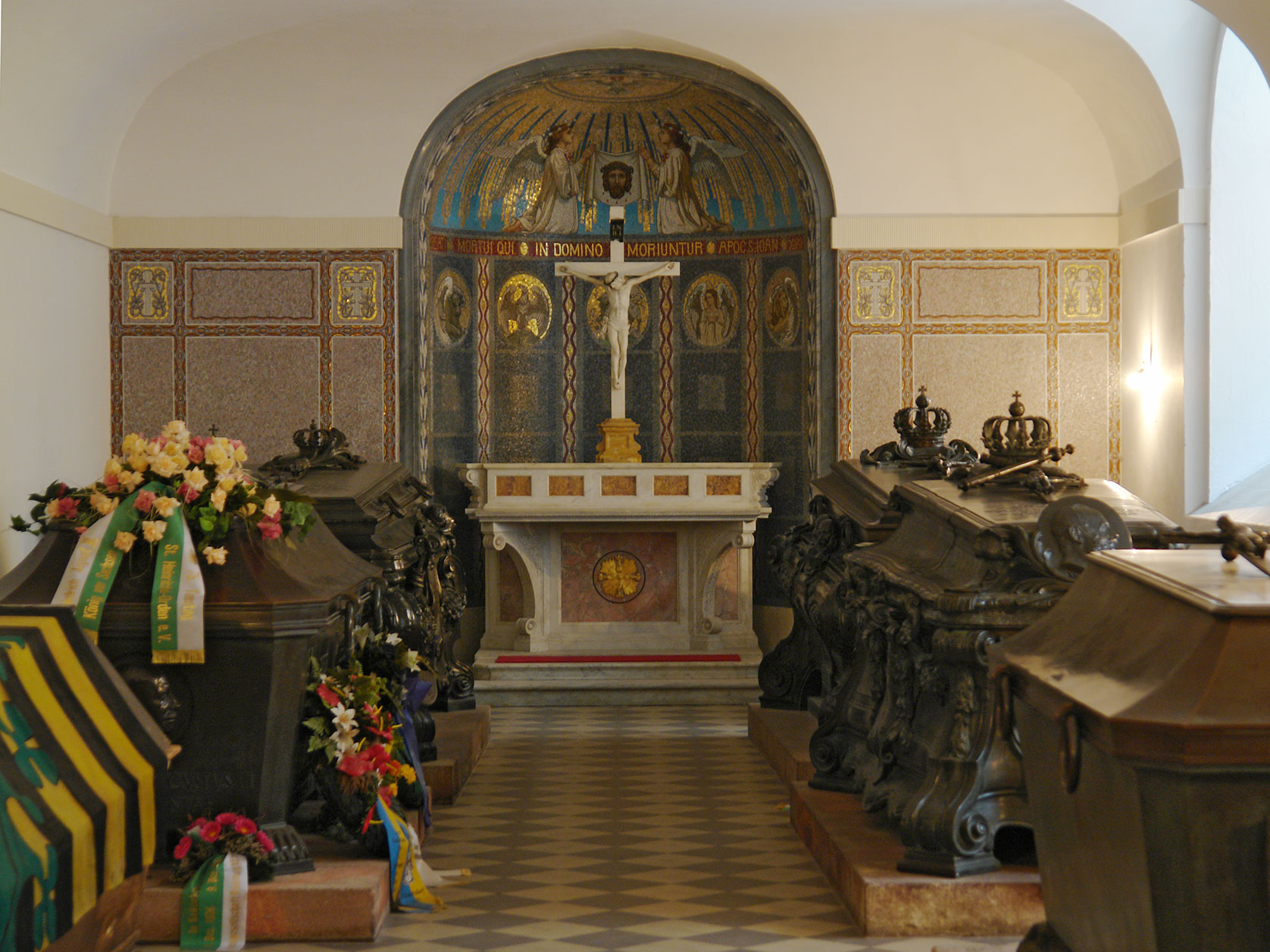
Die Neue Gruft

Die Stiftergruft befindet sich unter der Sakramentskapelle im Süden der Kirche. In ihr fanden die Regenten der Jahre 1694 bis 1827 ihre letzte Ruhe. Eine Besonderheit ist die Kapsel mit dem Herz Friedrich Augusts I., die in einer Nische der Gruft steht. Sein Leichnam wurde in der Königsgruft auf dem Wawel in Krakau beigesetzt. 
Insgesamt stehen neun Särge und die Kapsel in dieser Gruft, darunter mit den drei Kindersärgen des Stifterpaars die ältesten Särge der Wettiner-Gruft. Sie wurden 1751 aus der ersten katholischen Hofkirche in Dresden überführt. Sämtliche Särge sind schlicht gearbeitet.
Königsgruft
In der Königsgruft unter der Kreuzkapelle der Kirche ruhen die Regenten der Zeit von 1830 bis 1873. Mit nur vier Särgen ist es der kleinste Raum der Wettiner-Gruft, die Sarkophage sind jedoch die schmuckvollsten. Sie wurden aus Bronze gefertigt, wiegen je fünf Tonnen und sind im neubarocken Stil mit Putten und reichen Verzierungen gearbeitet. Den repräsentativen Sarkophag König Johanns ziert die Eule der Pallas Athene, eine Referenz an seine Gelehrtheit. Der Sarkophag wurde 1875 nach einem Modell von Schäfer und Roch in Lauchhammer gegossen.
Neue Gruft
In der unter dem südöstlichen Seitenschiff gelegenen Neuen Gruft ruhen die Könige Sachsens von 1873 bis 1918 sowie unter anderem die Söhne des letzten sächsischen Königs. Insgesamt befinden sich zehn Sarkophage in der Gruft. Auch das jüngste Grab der Wettiner-Gruft ist darunter: Georg von Sachsen verstarb 1943.
Die Neue Gruft hat einen Altar aus weißem Marmor. Er befindet sich in einer Nische an der Stirnwand der Gruft; Stirnwand und Nische sind mit einem Glasmosaik im Beuroner Stil geschmückt.
Große Gruft
In der Großen Gruft unter dem nordwestlichen Seitenschiff stehen die Särge von Mitgliedern des Kurfürsten- und Königshauses aus der Zeit von 1763 bis 1898. Insgesamt fanden 25 Särge ihre Aufstellung.
An der Stirnwand der Gruft befindet sich ein einfacher Sandstein-Altar mit einem Kruzifix, das ebenfalls aus Sandstein gefertigt wurde.

## Legende
- Nr.: Die Nummerierung soll die Zuordnung einzelner Personen in der letzten Spalte erleichtern.
- Lage: Gibt an, in welchem Gruftraum die Person beerdigt wurde.
- Name: Gibt den Namen der Person an.
- Bildnis: Zeigt ein Bild der Person.
- Lebensdaten: Gibt die Lebensdaten der Person an. Die Spalte kann nach dem Todesdatum sortiert werden.
- Sonstiges: Gibt weitere Informationen zur Person, also z. B. Funktion, Status und Beziehung innerhalb des Kurfürsten- bzw. Königshauses.

## Liste
| Nr.  | Lage                     | Name                                                | Bildnis | Lebensdaten | Anmerkungen |
| ---- | ------------------------ | --------------------------------------------------- | ------- | ----------- | --- |
| [1]  | Stiftergruft, Alte Gruft | Kurfürst Friedrich August I.                        |         | 1670–1733   | Beiname „der Starke“, Kurfürst von Sachsen, als August II. König von Polen, in der Gruft befindet sich nur das Herz, sein Leichnam wurde in der Königsgruft auf dem Wawel in Krakau beigesetzt                   |
| [2]  | Stiftergruft, Alte Gruft | Kurfürst Friedrich August II.                       |         | 1696–1763   | Sohn von [1] und Christiane Eberhardine von Brandenburg-Bayreuth, Kurfürst von Sachsen, als August III. König von Polen, Stifter und Erbauer der Katholischen Hofkirche                                          |
| [3]  | Stiftergruft, Alte Gruft | Maria Josepha von Österreich                        |         | 1699–1757   | Ehefrau von [2], Tochter von Joseph I., Erzherzogin von Österreich, Kurfürstin von Sachsen und Königin von Polen, Stifterin der Hofkirche                                                                        |
| [4]  | Stiftergruft, Alte Gruft | Friedrich August                                    | –       | 1720–1721   | Sohn von [2] und [3], Königlicher Kurprinz von Sachsen und Prinz von Polen |
| [5]  | Stiftergruft, Alte Gruft | Joseph                                              | –       | 1721–1728   | Sohn von [2] und [3], Königlicher Kurprinz von Sachsen und Prinz von Polen |
| [6]  | Stiftergruft, Alte Gruft | Maria Margareta                                     | –       | 1727–1734   | Tochter von [2] und [3], Königliche Kurprinzessin von Sachsen und Prinzessin von Polen |
| [7]  | Stiftergruft, Alte Gruft | Kurfürst Friedrich Christian                        |         | 1722–1763   | Sohn von [2] und [3], Kurfürst von Sachsen |
| [8]  | Stiftergruft, Alte Gruft | Maria Antonia von Bayern                            |         | 1724–1780   | Ehefrau von [7], Kurfürstin von Sachsen, Mäzenin |
| [9]  | Stiftergruft, Alte Gruft | König Friedrich August I.                           |         | 1750–1827   | Beiname „der Gerechte“, Sohn von [7] und [8], als Friedrich August III. Kurfürst von Sachsen, ab 1806 als Friedrich August I. erster König von Sachsen                                                           |
| [10] | Stiftergruft, Alte Gruft | Amalie von Pfalz-Zweibrücken-Birkenfeld-Bischweiler |         | 1752–1828   | Ehefrau von [9], Kurfürstin von Sachsen, ab 1806 erste Königin von Sachsen |
| [11] | Königsgruft              | König Friedrich August II.                          |         | 1797–1854   | Sohn von [33] und [34], ab 1836 König von Sachsen |
| [12] | Königsgruft              | Maria Anna von Bayern                               |         | 1805–1877   | Ehefrau von [11], Tochter von König Maximilian I. Joseph von Bayern, Königin von Sachsen |
| [13] | Königsgruft              | König Johann                                        |         | 1801–1873   | Pseudonym „Philalethes“, Sohn von [33] und [34], Bruder von [11], ab 1854 König von Sachsen, übersetzte Dantes Göttliche Komödie ins Deutsche                                                                    |
| [14] | Königsgruft              | Amalie Auguste von Bayern                           |         | 1801–1877   | Ehefrau von [13], Tochter von König Maximilian I. Joseph von Bayern, ab 1854 Königin von Sachsen |
| [15] | Neue Gruft               | König Albert                                        |         | 1828–1902   | Sohn von [13] und [14], ab 1873 König von Sachsen |
| [16] | Neue Gruft               | Carola von Sachsen                                  |         | 1833–1907   | Ehefrau von [15], letzte Königin von Sachsen |
| [17] | Neue Gruft               | König Georg                                         |         | 1832–1904   | Sohn von [13] und [14], Bruder von [15], mit [46] verheiratet, ab 1902 König von Sachsen |
| [18] | Neue Gruft               | König Friedrich August III.                         |         | 1865–1932   | Sohn von [17] und [46], letzter König von Sachsen |
| [19] | Neue Gruft               | Mathilde                                            |         | 1863–1933   | Tochter von [17] und [46], Prinzessin von Sachsen |
| [20] | Neue Gruft               | Johann Georg                                        |         | 1869–1938   | Sohn von [17] und [46], Bruder von [18], Kunstsammler, Schriftsteller und Politiker |
| [21] | Neue Gruft               | Maria Isabella von Württemberg                      |         | 1871–1904   | Ehefrau von [20], Tochter des Herzogs Philipp von Württemberg |
| [22] | Neue Gruft               | Albert                                              |         | 1875–1900   | Sohn von [17] und [46], Herzog von Sachsen |
| [23] | Neue Gruft               | Kronprinz Georg                                     |         | 1893–1943   | Sohn von [18] und Luise von Österreich-Toskana, letzter Kronprinz von Sachsen, römisch-katholischer Priester, Jesuit, ertrank bei einem Badeunfall                                                               |
| [24] | Neue Gruft               | Sophie von Luxemburg                                |         | 1902–1941   | erste Ehefrau von Ernst Heinrich von Sachsen, eines Bruders von [23]; Ihr Witwer ruht in der Fürstlich-Hohenzollerischen Hausgruft in Sigmaringen-Hedingen                                                       |
| [25] | Große Gruft              | Franz Xaver                                         |         | 1730–1806   | Sohn von [2] und [3], älterer Bruder von [7], Königlicher Prinz von Polen und Prinz von Sachsen, Graf von der Lausitz, von 1763 bis 1768 anstelle des minderjährigen Kronprinzen ([7]) Administrator von Sachsen |
| [26] | Große Gruft              | Maria Elisabeth                                     |         | 1736–1818   | Tochter von [2] und [3], Prinzessin von Polen und Sachsen, Sternkreuzordensdame |
| [27] | Große Gruft              | Maria Kunigunde                                     |         | 1740–1826   | Tochter von [2] und [3], Prinzessin von Polen, Litauen und Sachsen, letzte Fürstäbtissin der freiweltlichen Reichsstifte Essen und Thorn                                                                         |
| [28] | Große Gruft              | Karl                                                |         | 1752–1781   | Sohn von [7] und [8], Prinz von Sachsen |
| [29] | Große Gruft              | Joseph                                              | –       | 1754–1763   | Sohn von [7] und [8], Prinz von Sachsen |
| [30] | Große Gruft              | König Anton                                         |         | 1755–1836   | Beiname „der Gütige“, Sohn von [7] und [8], ab 1827 König von Sachsen |
| [31] | Große Gruft              | Marie Carolina von Savoyen                          |         | 1764–1782   | ab 1781 erste Ehefrau von [30], Prinzessin von Sachsen |
| [32] | Große Gruft              | Maria Theresia von Österreich                       |         | 1767–1827   | zweite Ehefrau von [30], Erzherzogin von Österreich, Königin von Sachsen |
| [33] | Große Gruft              | Maximilian                                          |         | 1759–1838   | Sohn von [7] und [8], verzichtete für seinen Sohn (11) auf den Thron des Königreichs Sachsen |
| [34] | Große Gruft              | Caroline von Bourbon-Parma                          |         | 1770–1804   | Ehefrau von [33], Mutter zweier Könige ([11], [13]) |
| [35] | Große Gruft              | Maria Anna                                          |         | 1761–1820   | Tochter von [7] und [8], Prinzessin von Sachsen |
| [36] | Große Gruft              | Maria Augusta                                       |         | 1782–1863   | Tochter von [9] und [10], erste sächsische Prinzessin, polnische Thronerbin |
| [37] | Große Gruft              | Maria Ludovica                                      | –       | 1795–1798   | Tochter von [30] und [32] |
| [38] | Große Gruft              | Friedrich August                                    | –       | 1796–1796   | Sohn von [30] und [32] |
| [39] | Große Gruft              | Maria Johanna                                       | –       | 1798–1799   | Tochter von [30] und [32] |
| [40] | Große Gruft              | Maria Theresia                                      | –       | 1799–1799   | Tochter von [30] und [32] |
| [41] | Große Gruft              | Amalie                                              |         | 1794–1870   | Tochter von [33] und [34], Prinzessin von Sachsen, beliebte Lustspielautorin (Pseudonyme Amalie Heiter und A. Serena)                                                                                            |
| [42] | Große Gruft              | Karoline Ferdinande von Österreich                  |         | 1801–1832   | Ehefrau von [11], Erzherzogin von Österreich, Prinzessin von Sachsen |
| [43] | Große Gruft              | Maria Augusta                                       |         | 1827–1857   | Tochter von [13] und [14], Prinzessin von Sachsen |
| [44] | Große Gruft              | Ernst                                               |         | 1831–1847   | Sohn von [13] und [14] |
| [45] | Große Gruft              | Sidonia                                             |         | 1834–1862   | Tochter von [13] und [14], Prinzessin von Sachsen |
| [46] | Große Gruft              | Maria Anna von Portugal                             |         | 1843–1884   | Ehefrau von [17], Prinzessin von Braganza und Sachsen-Coburg und Gotha, Infantin von Portugal |
| [47] | Große Gruft              | Marie Johanna Amalie                                | –       | 1860–1861   | Tochter von [17] und [46] |
| [48] | Große Gruft              | Elisabeth                                           | –       | 1862–1863   | Tochter von [17] und [46] |
| [49] | Große Gruft              | Maria Alix Carola                                   | –       | 1898–1898   | Tochter von [18] und Luise von Österreich-Toskana |